# Propuesta de Constitución Política de la República de Chile de 2022
La propuesta de Constitución Política de la República de Chile de 2022 es un texto de carácter jurídico de dicho país que fue elaborado por la Convención Constitucional entre el 4 de julio de 2021 y la misma fecha de 2022. El 14 de mayo de 2022 se presentó el primer borrador, mientras que el 4 de julio del mismo año se hizo entrega del texto final y oficial. La propuesta fue sometida a un plebiscito ratificatorio el 4 de septiembre de 2022, siendo rechazada por el 61.86 % de los electores.
La propuesta se caracterizaba por el estado de bienestar que imponía, luego de más de tres décadas de subsidiaridad, el reconocimiento y valoración de los derechos humanos, la profunda autonomía que garantiza a las regiones (similar a un estado semifederal), su carácter plurinacional y ecológico, y el reconocimiento del estado de "grupos históricamente excluidos" tales como discapacitados, indígenas, niños, adolescentes, mujeres y diversidades y disidencias sexuales y de género; además de ser la primera carta magna chilena realizada por un proceso constituyente elegido democráticamente en todos sus pasos, paritario y tomando en cuenta a los pueblos originarios en su redacción.

## Historia

### Contexto

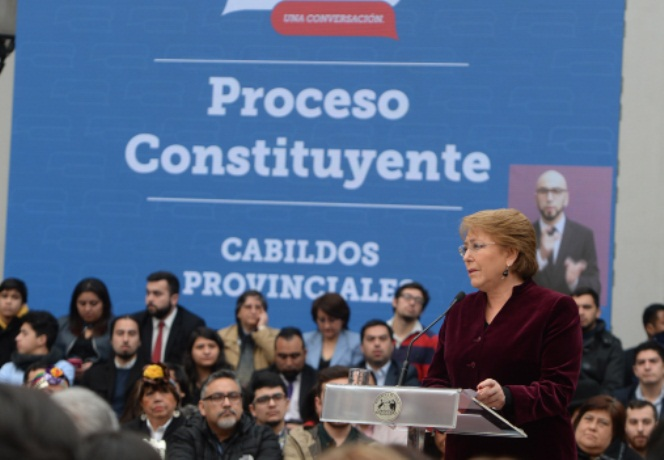
Durante el segundo gobierno de Michelle Bachelet se realizó un Proceso Constituyente que desembocó en un Proyecto de Nueva Constitución Política; sin embargo, no fue continuado por su sucesor.

Desde la promulgación de la Constitución Política de la República por la dictadura militar en 1980, existieron voces que pidieron su reemplazo por una nueva Constitución confeccionada democráticamente argumentando aspectos de legitimidad de origen, deficiencia democrática del texto y los altos cuórums que se requerían para realizar reformas, ya desde 1989 que ha sido tema político común su sustitución; aunque la Concertación de Partidos por la Democracia apeló en un principio a reformas, ya para las primarias presidenciales de la Concertación de 1999 ambos candidatos hablaban de convocar un plebiscito sobre aspectos constitucionales. y para la elección presidencial de 2009 tanto Eduardo Frei Ruiz-Tagle como Jorge Arrate hablaban de una «nueva Constitución» esencialmente para ampliar derechos sociales.
Pese a que varias reformas cambiaron algunos aspectos de dicha carta magna –especialmente en 2005 a iniciativa del gobierno de Ricardo Lagos–, la idea de un nuevo texto constitucional se mantuvo y alcanzó tracción durante las elecciones de 2013 a través de la campaña Marca AC. El segundo gobierno de Michelle Bachelet (2014-2018) lanzó un proceso constituyente ciudadano el cual desembocó en una propuesta de Nueva Constitución que fue presentada al Congreso Nacional en los últimos días de su mandato. Al asumir Sebastián Piñera el nuevo gobierno, afirmó que no continuaría con dicho proyecto y que se abocaría a «modificar y perfeccionar» la Constitución vigente.

### Origen de la propuesta de Constitución
- Wikisource contiene obras originales de Acuerdo por la paz social y la nueva constitución.

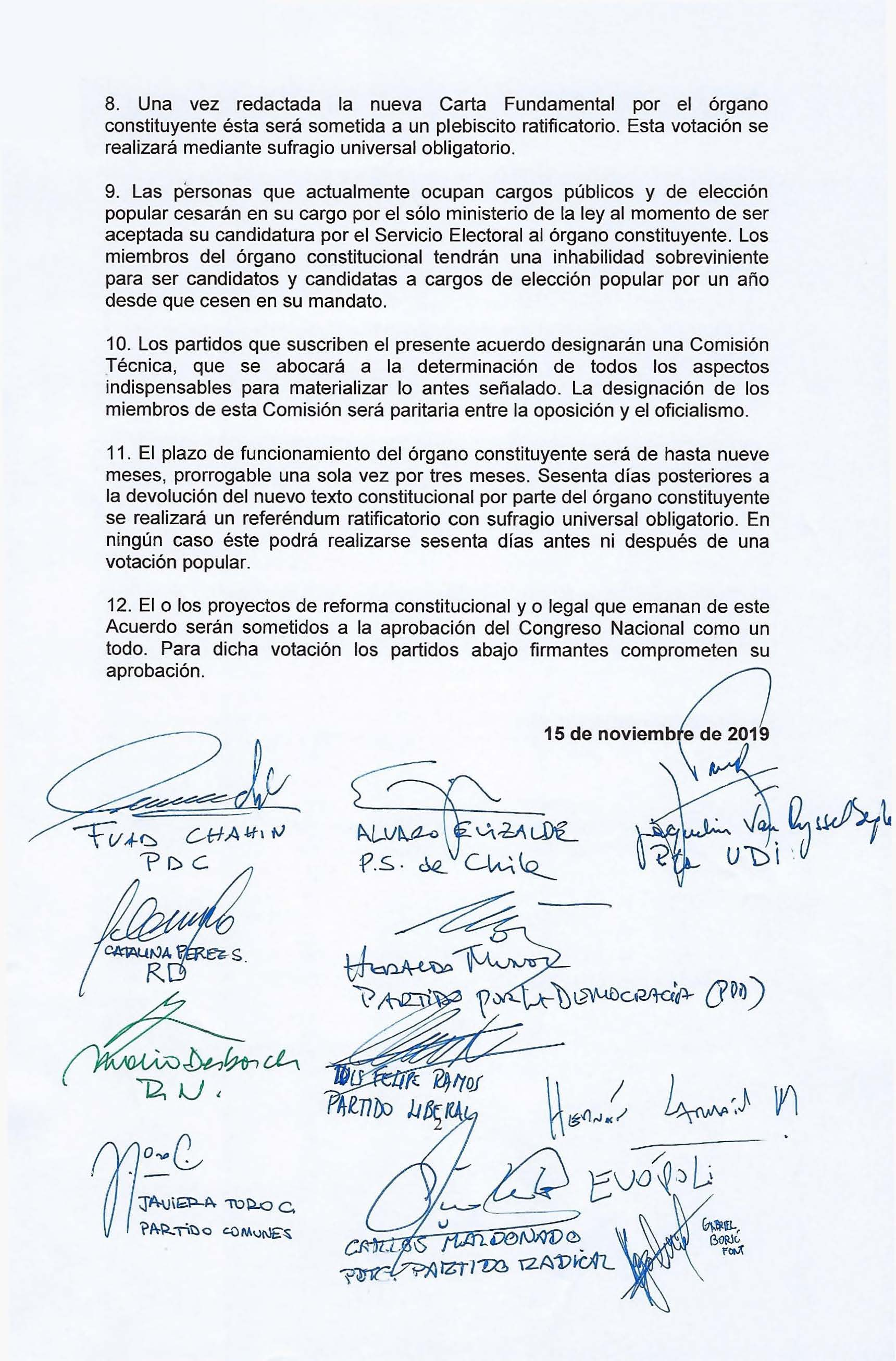
Firmas de los presidentes de los partidos políticos en el acuerdo del mecanismo de sustitución de la Constitución de 1980.

El origen de esta propuesta de Constitución se remonta al acuerdo por la paz tras el estallido social. La redacción de una nueva Constitución para la nación —y en particular escrita por una asamblea constituyente— apareció en varias de las protestas ocurridas a lo largo del país a finales de 2019 y en muchos de los cabildos ciudadanos organizados. Varios líderes sociales, analistas y políticos mencionaron la necesidad de crear una nueva Carta magna que permitiera canalizar las demandas sociales. Ante la presión, incluso de miembros del oficialismo, el presidente Sebastián Piñera se abrió a la posibilidad de realizar reformas estructurales al texto constitucional de 1980.
Durante el 13 y 14 de noviembre de 2019, los partidos oficialistas y parte de la oposición comenzaron una serie de negociaciones en el Congreso para idear una solución para un nuevo proceso constituyente y su forma de participación ciudadana. Dos opciones para la redacción del nuevo texto fueron planteadas: una asamblea constituyente completamente electa bajo el nombre de «Convención Constitucional», y una «Convención Constitucional Mixta» formada en partes iguales por parlamentarios en ejercicio y miembros electos directamente. Los principales conflictos en la negociación se originaron en la definición del cuórum para aprobar los artículos de la nueva Constitución y qué pasaría si una normativa no era aprobada. Finalmente, el llamado «Acuerdo por la paz social y la Nueva Constitución» fue anunciado en el palacio del ex Congreso Nacional en Santiago en la madrugada del 15 de noviembre de 2019 por diversos líderes parlamentarios del oficialismo y la oposición.
El 6 de diciembre de 2019 se presentó una propuesta de reforma constitucional al Congreso Nacional para debate urgente. El 19 de diciembre del mismo año fue aprobada por el Senado la reforma constitucional que permitió la convocatoria a un plebiscito nacional, anteriormente había hecho lo propio la Cámara de Diputados.
El 25 de octubre de 2020 se realizó el plebiscito nacional que marcó el inicio del proceso para elaborar una nueva Constitución. Con el 78,27 % de los votos la opción «Apruebo» se impuso. En tanto, respecto del organismo encargado de redactar la Constitución, ganó la opción de la Convención Constitucional. Con esto se dio el vamos al proceso constituyente. 
En la ocasión Piñera se refirió así a la redacción de la Constitución de 2022:

Este plebiscito no es el fin. Es el comienzo de un camino que juntos deberemos recorrer para acordar una Nueva Constitución para Chile (...) Hasta ahora la Constitución nos ha dividido. A partir de hoy, todos debemos colaborar para que la Nueva Constitución sea el gran marco de unidad, de estabilidad y de futuro.

### Elaboración y características

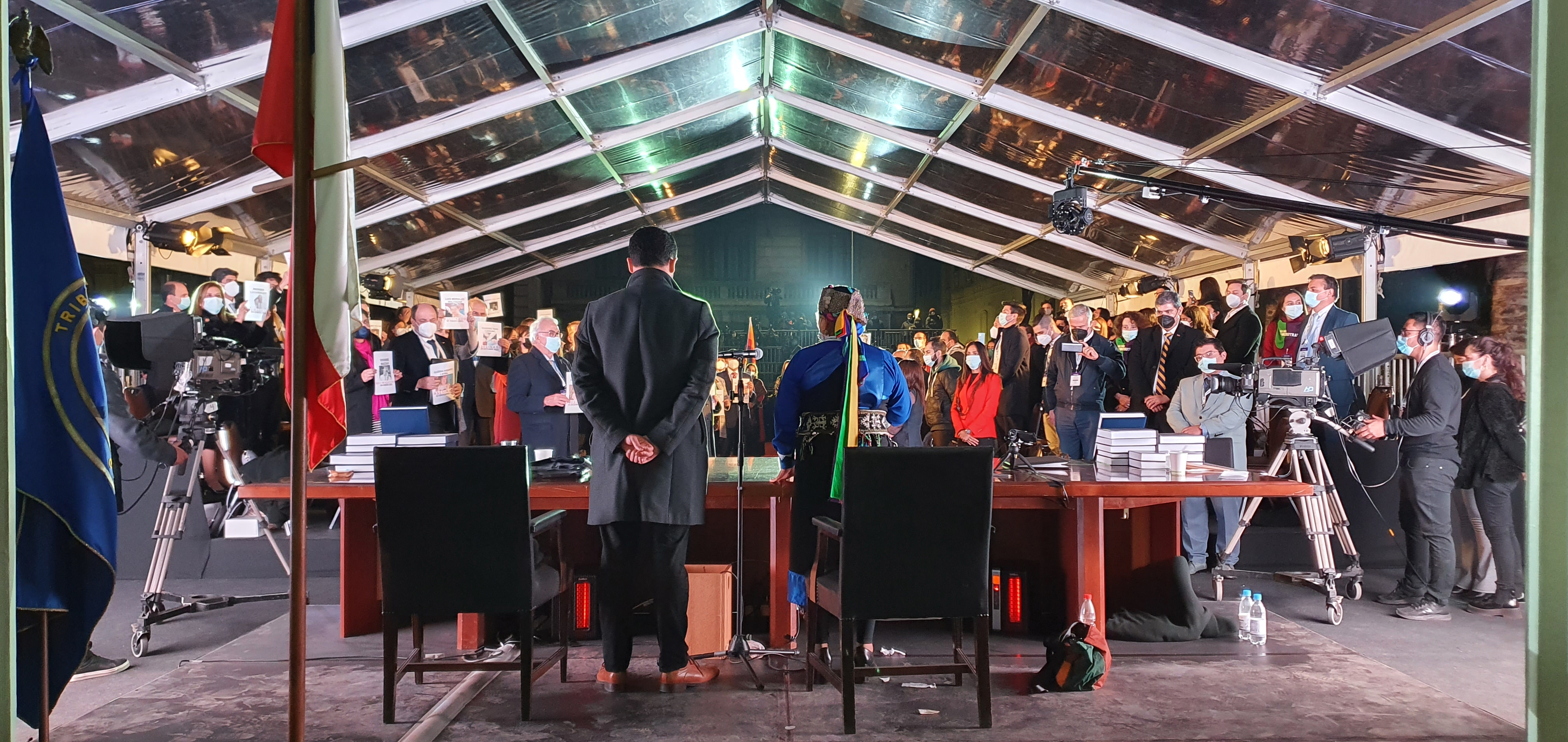
Sesión inaugural de la Convención Constitucional, el 4 de julio de 2021. De espalda se encuentran Jaime Bassa (vicepresidente) y Elisa Loncón (presidenta) encabezando la ceremonia.

La propuesta de Constitución Política de 2022 fue fabricada por un órgano especialmente electo para este fin, la Convención Constitucional regulada por el Capítulo XV de la Constitución Política de la República de Chile de 1980, la cual tenía como objeto solamente redactar una propuesta de texto (no pudiendo asumir poderes de otros órganos del Estado).
Se convocó a elecciones de convencionales constituyentes de Chile de 2021 que realizaron el 15 y 16 de mayo de 2021 para elegir a los integrantes de la Convención encargada de redactar una nueva Constitución Política de la República. Estos comicios se llevaron a cabo luego que la opción «Apruebo» triunfó en el plebiscito nacional de 2020, y fueron convocados de manera oficial mediante decreto del 24 de noviembre.
La Convención Constitucional estuvo compuesta de manera paritaria por 78 hombres y 77 mujeres, siendo la primera asamblea constituyente en el mundo en tener dicha característica.
59 de los miembros electos fueron abogados y otros 7 eran estudiantes de Derecho. 20 convencionales eran profesores, 9 eran ingenieros y 5 eran periodistas, mientras que 6 fueron integrantes del Congreso Nacional y 9 fueron anteriormente autoridades de gobierno. También poseía la representación de los pueblos originarios mediante 17 escaños reservados: 7 para el pueblo mapuche, 2 para el pueblo aimara y uno para cada uno de los otros pueblos (kawésqar, rapanui, yagán, quechua, atacameño, diaguita, colla y chango).
De los 155 convencionales constituyentes, 8 de ellos eran abiertamente integrantes de la comunidad LGBT: 5 gais, una lesbiana, una pansexual y una bisexual.
El 20 de junio del 2021 el presidente firmó el decreto de convocatoria para el día 4 de julio a las 10:00 en los patios del palacio del exCongreso Nacional; en esa misma fecha se conmemoraban 210 años de la instalación del Primer Congreso Nacional de Chile. Debido a la pandemia de COVID-19, la Subsecretaría de Salud Pública emitió el 1 de julio una resolución exenta dictando medidas sanitarias especiales para el desarrollo de la ceremonia de instalación de la Convención Constitucional.
El 14 de septiembre del 2021 el pleno de la Convención Constitucional aprobó en general el reglamento propuesto para el organismo; en aquella ocasión también se aprobó que en la votación en particular de los artículos del reglamento estos se aprobarán mediante mayoría simple, finalmente el 18 de octubre de 2021, al cumplirse dos años del inicio del estallido social, la Convención Constitucional inició la discusión temática de los contenidos de la propuesta de nueva Constitución Política de la República.
El borrador presentado en mayo de 2022 estaba compuesto de ocho capítulos procedentes de ocho comisiones: uno trata sobre las bases de la democracia, otro sobre la naturaleza de Chile como un estado plurinacional y sobre la libre determinación de sus pueblos; se trata también sobre los Principios Constitucionales del país, los Derechos Fundamentales de las personas, sobre el Medio Ambiente, los Sistemas de Justicia, sobre los Sistemas de Conocimiento, y sobre el derecho de los Pueblos Indígenas. Originalmente el primer borrador se compuso de 499 artículos, sin embargo y luego del trabajo de la Comisión de Armonización, al 15 de junio de 2022 el borrador final propuesto contaba con 387 artículos.

### Rechazo mediante plebiscito
El 4 de septiembre de 2022 el texto fue sometido a un referéndum desarrollado con el objeto de determinar si la ciudadanía estaba de acuerdo o no con la propuesta de Constitución Política de la República redactada por la Convención Constitucional, razón por la que también fue denominado como «plebiscito de salida», en el cual la propuesta fue rechazada por el 61.86 % de los electores. En este plebiscito, de carácter obligatorio, participaron más de trece millones de votantes, correspondientes al 85.86 % del padrón, convirtiéndose en el proceso electoral con mayor participación en la historia de Chile al 2022.
Sobre las causas de rechazo al nuevo texto, diversos analistas señalan que la baja aprobación del gobierno de Gabriel Boric, la deceleración económica chilena, la incertidumbre respecto a cómo se va a implementar los cambios, la "plurinacionalidad", que planteaba la posibilidad de que Chile estuviera constituido como una serie de grupos y "no un reconocimiento único a lo que es la nación chilena"; todos con diversos sistemas de justicia propios, La eliminación del Senado (Institución que existe desde el inicio de la República de Chile) y la existencia de "paridad" sin límite (que podría desplazar la equidad de género a supremacía femenina en los órganos de poder). empujo a su mayoría a rechazar la propuesta constitucional.
Algunos sectores de oposición señalaron que el borrador desplazaría al país demasiado hacia la izquierda, o que era demasiado ambicioso y difícil de convertir en leyes eficientes, siendo muy 'centennial' la Constitución en cuanto a sus valores sobre la vida privada y pública de las personas y que esos valores de centennial no son la demanda de la parte más tradicional del país.

## Contenido
El texto de la propuesta de Constitución Política de la República se inicia con el preámbulo aprobado por la Convención Constitucional:

Nosotras y nosotros, el pueblo de Chile, conformado por diversas naciones, nos otorgamos libremente esta Constitución, acordada en un proceso participativo, paritario y democrático.

El contenido se encuentra distribuido en once capítulos, sumado a un apartado de normas transitorias ubicado al final:

### Principios y disposiciones generales

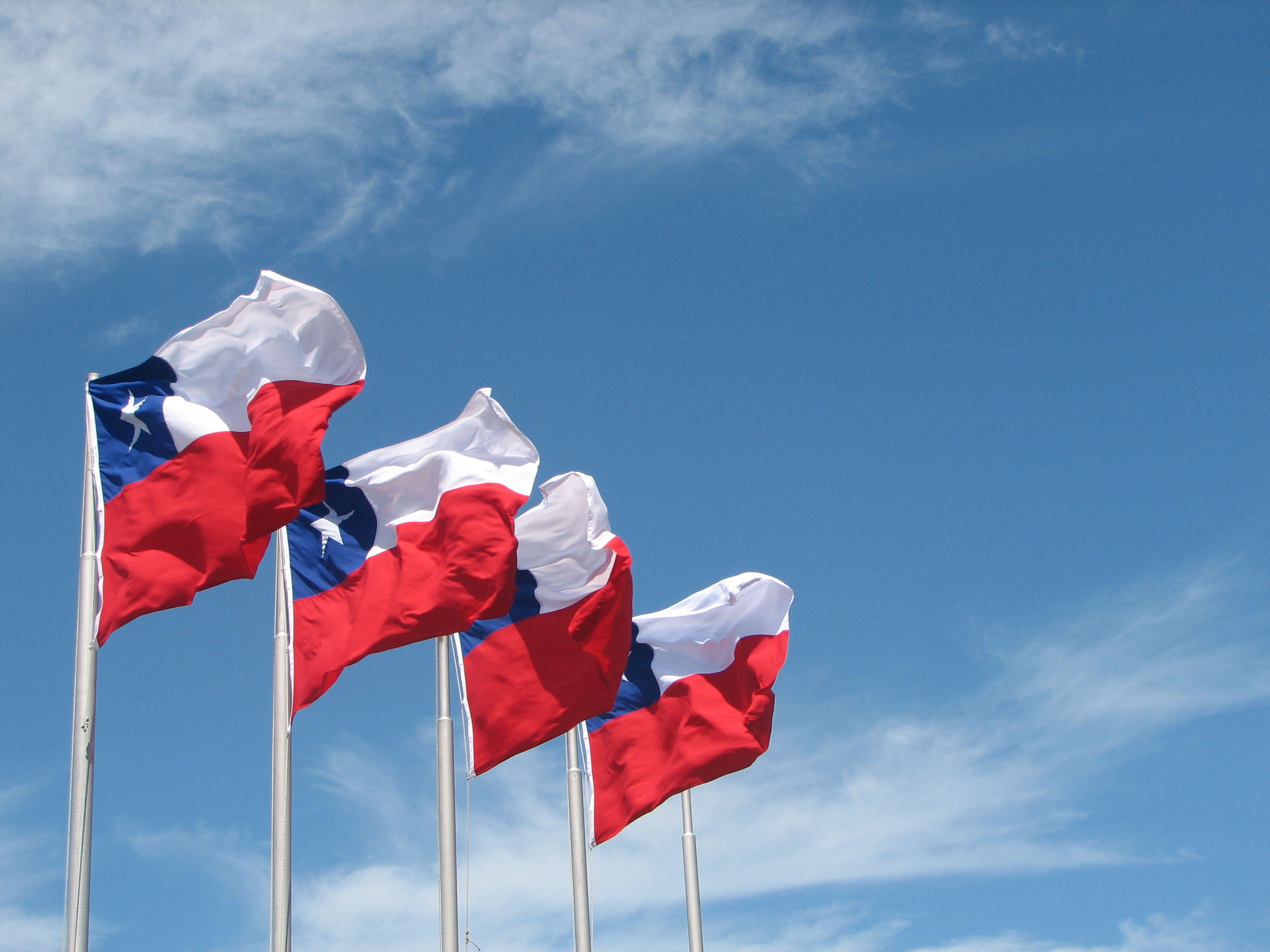
En el Capítulo I, la propuesta de Constitución establece que Chile, en su diversidad, “forma un territorio único e indivisible” y define como emblemas nacionales la bandera, el escudo y el himno.

El capítulo I (artículos 1.º a 16.º), llamado principios y disposiciones generales, contiene los principios fundamentales de la conformación del Estado de Chile, su rol, su relación con las personas, su distribución territorial entre otros. Establece el rol social del estado, su carácter plurinacional y ecológico, la forma de ejercicio de soberanía, la base de los derechos humanos como toda acción del Estado, la unidad del territorio nacional (pero conservando su autonomía interna de los territorios), la libertad e igualdad de las personas y su relación con la naturaleza, el reconocimiento de la participación y representatividad equitativa de mujeres, hombres, diversidades y disidencias sexuales y de género en estamentos de poder, la laicidad del estado, el reconocimiento de todas las formas de familia, la lengua oficial chilena, sus emblemas, la forma de relacionarse con otras naciones y el rango de los tratados internacionales. Señala también el valor jurídico de la Constitución siendo regulado por ella misma: se trata de una norma, por consiguiente su observancia es obligatoria para toda persona, institución o grupo, y evidentemente también para todos los órganos del Estado.

### Derechos fundamentales y garantías
El capítulo II (artículos 17 a 126) es el capítulo más extenso de la propuesta constitucional, señalando que el fin de los derechos es la vida digna, la democracia, la paz y el equilibrio de la naturaleza, dotando a las personas, las naciones indígenas y a la naturaleza como titulares de derechos individuales y colectivos, comprometiendo la acción del Estado en eliminar barreras de acceso a estos derechos.
| - Derecho a la vida. - Derecho a la integridad personal (física, psicosocial, sexual y afectiva). - Prohibición de la pena de muerte, la tortura, la desaparición forzada, la esclavitud, trata de personas y el exilio. - Derecho a la verdad, la justicia, la memoria y la reparación en caso de violación de derechos humanos. - Derecho a la igualdad ante la ley. - Derecho a la no-discriminación - Derecho a la autonomía progresiva de los niños y adolescentes - Derecho al pleno desarrollo de la personalidad y al uso de la propia lengua - Derecho a la protección a la infancia - Derecho a la vida y entorno libre de violencia (en especial a niñas, las adolescentes y las personas de las diversidades y disidencias sexuales y de género) - Derecho a la accesibilidad universal - Respeto a la neurodiversidad - Derecho a petición - Derecho al trato digno, a la reinserción social y a la comunicación (en caso de encarcelamiento) - Derecho a una vejez digna - Derecho a la educación (incluyendo la educación sexual) - Derecho al cuidado del ambiente - Derecho a la libertad de enseñanza - Derecho a la salud - Derecho a la seguridad social - Derecho al trabajo y su libre elección, a la remuneración equitativa, la libertad sindical, la participación laboral y la huelga - Reconocimiento del trabajo doméstico - Derecho a ser cuidado - Derecho a la vivienda digna - Derecho colectivo a la ciudad y territorio - Derecho a la soberanía alimenticia - Derecho al agua y saneamiento | - Derecho a la energía - Derecho al deporte - Derechos sexuales y reproductivos - Derecho a la cosmovisión propia - Derecho al consentimiento indígena - Derecho a la libertad de culto - Derecho a la muerte digna - Derecho a la libertad ambulatoria - Derecho a la privacidad - Derecho al asilo y refugio - Derecho a la libertad de asociación - Derecho a la manifestación pública - Derecho al acceso de información del Estado - Derecho a la propiedad privada - Derecho a la propiedad indígena - Derecho a la libertad de emprender - Derecho al consumo y respeto de ello - Derecho a la libertad de expresión - Derecho a crear medios de comunicación social - Derecho a la conectividad digital, a la seguridad informática, al espacio digital libre de violencia y a la educación en el espacio digital - Derecho a la protección de los datos personales - Derecho al ocio - Derecho a la participación cultural y artística - Derecho a la lectura - Derecho a la propiedad intelectual - Derecho a la investigación - Derecho al patrimonio cultural - Derecho a la regeneración de la naturaleza - Derecho a un ambiente sano y equilibrado - Derecho al aire limpio - Acceso universal de montañas, playas, lagos, lagunas y humedales - Acceso a la justicia y a un debido proceso |

Además de funcionar como "carta de derechos" este capítulo incluye los requisitos para acceder a la nacionalidad y ciudadanía chilena, reconociendo derechos de las personas que residen en el extranjero y aquellos que han migrado, el derecho a tutela para el restablecimiento de derechos vulnerados o finalizar detenciones irracionales, la compensación en caso de detención y encarcelamiento injusto y los principios del "Defensor del pueblo" como ente de promoción y protección de los derechos humanos asegurados en esta Constitución, en los tratados internacionales de derechos humanos ratificados y vigentes en Chile en conjunción con la "Defensoría de los Derechos de la Niñez" que tendrá como objeto la protección de los derechos anteriormente señalados pero en la infancia y adolescencia.

### Naturaleza y medioambiente
El capítulo III (artículos 127 a 150) establece a la naturaleza como titular de derechos, además de establecer mecanismos de protección de la naturaleza y sanción a su daño, además de un sistema de gestión de residuos, señalando la función ecológica y social de la tierra.
También reconoce a los animales como sujetos de especial protección frente al maltrato, como seres que sienten.
El capítulo señala ciertos bienes como comunes a todas las personas, de carácter inapropiables, tales como el mar territorial y su fondo marino; las playas; las aguas, glaciares y humedales; los campos geotérmicos; el aire y la atmósfera; la alta montaña, las áreas protegidas y los bosques nativos; el subsuelo, y los demás que declaren la ley.
Finalmente regula un estatuto de aguas, creando una Agencia Nacional del Agua, un estatuto de minerales y una defensoría de la naturaleza.

### Participación democrática
El capítulo IV (artículos 151 a 164) regula la forma y el ejercicio de la democracia en Chile, su ejercicio se establece como directa, participativa, comunitaria y representativa, además de establecer las bases del Servicio Electoral.
Garantiza el derecho a la democracia directa vía participación de manera incidente o vinculante de la ciudadanía en los asuntos de interés público.
Establece la posibilidad de los gobiernos regionales y locales a convocar a referendo, la iniciativa popular de ley (con el 3% del padrón electoral para proponer una ley y 5 % para derogar una ley).
Configura al sufragio como universal, igualitario, libre, directo, personal y secreto; obligatorio para quienes hayan cumplido dieciocho años y voluntario para las personas de dieciséis y diecisiete años y para las chilenas y los chilenos que vivan en el extranjero.
Establece normas que rigen a los partidos políticos, sobre la paridad de género en órganos electos, asegurando que las listas electorales sean encabezadas siempre por una mujer, además de escaños reservados para los pueblos indígenas, la erradicación de la violencia de género dentro de los partidos políticos y el incentivo a la participación de las diversidades y disidencias sexuales y de género en cargos de elección popular.

### Buen gobierno y función pública
El capítulo V (artículos 165 a 186) establece las bases de la administración pública, bajo los principios de probidad, transparencia y rendición de cuentas en todas sus actuaciones, también asegura la posibilidad de requerir información por parte de la ciudadanía a los órganos públicos.
Así mismo, establece un Consejo para la Transparencia, sanciona a la corrupción otorgándole a los denunciantes debida protección, confidencialidad e indemnidad, prohíbe la participación en cargos públicos y de elección popular a las personas condenadas por crímenes de lesa humanidad, delitos sexuales y de violencia intrafamiliar, aquellos vinculados a corrupción como fraude al fisco, lavado de activos, soborno, cohecho, malversación de caudales públicos y los demás que así establezca la ley.
Establece un servicio civil para los funcionarios públicos, una comisión que fijará las remuneraciones de las autoridades de elección popular, estableciendo que la administración pública está al servicio de la persona y tiene por objeto satisfacer necesidades de las personas y las comunidades, proveyendo servicios públicos universales y de calidad.
Señala las bases de bomberos de Chile, del régimen tributario (incluyendo la política nacional portuaria), la participación del estado en la economía, los requisitos para formular empresas públicas, además de principios de sostenibilidad y responsabilidad fiscal con desarrollo sostenible y armónico con la naturaleza.

### Estado regional y organización territorial
El capítulo VI, denominado Estado regional y organización territorial (artículos 187 a 250), señala los principios de la administración interna de la nación y su grado de regionalización, organizando al estado territorialmente en entidades territoriales autónomas y territorios especiales.
Le otorga autonomía política, administrativa y financiera a las comunas, provincias, regiones y crea autonomías territoriales indígenas para la realización de sus fines e intereses, dándole personalidad jurídica de derecho público, patrimonio propio y las potestades y competencias necesarias para gobernarse en atención al interés general de la república, de acuerdo con la Constitución y la ley, teniendo como límites los derechos humanos y de la naturaleza.
Señala principios de solidaridad, cooperación, reciprocidad y apoyo mutuo entre las entidades territoriales, bajo los principios de plurinacionalidad e interculturalidad, además de establecer límites a su competencia.
Establece a la comuna presidida por alcaldes y un consejo municipal —electos por mayoría simple—, más una asamblea social comunal que tiene la finalidad de promover la participación popular y ciudadana en los asuntos públicos. Será de carácter consultivo, incidente y representativo de las organizaciones de la comuna, además de unidades vecinales.
A nivel regional, establece un consejo de alcaldesas y alcaldes, al gobierno regional como órgano ejecutivo de la región autónoma, a un gobernador –electo en votación directa con mayoría absoluta, en primera o en segunda vuelta– como director del gobierno regional, a una asamblea regional como órgano colegiado de representación regional dotado de potestades normativas, resolutivas y fiscalizadoras, a un consejo social regional y a un Consejo de Gobernaciones de carácter consultivo.
Establece autonomías territoriales indígenas dotada de personalidad jurídica de derecho público y patrimonio propio, donde los pueblos y naciones indígenas ejercen derechos de autonomía en coordinación con las demás entidades territoriales, a la ruralidad como área de desarrollo integral y como territorios especiales a Rapa Nui, el archipiélago Juan Fernández (y sus islas adyacentes) y la Antártica Chilena.

### Poder legislativo
El capítulo VII (artículos 251 a 278) establece un Congreso Nacional bicameral de carácter asimétrico, con una Cámara de las Regiones y una Cámara de Diputadas y Diputados, estableciendo su duración —4 años para ambas cámaras—, la forma de elección de los miembros de las mismas, su límite de reelección —fijada en solo una— y sus números, los requisitos de edad y avecindamiento e inhabilidades para desempeñar el cargo, sus roles particulares de cada cámara, la forma de las sesiones en conjunto, y la forma de generar la ley y el procedimiento legislativo.

### Poder ejecutivo

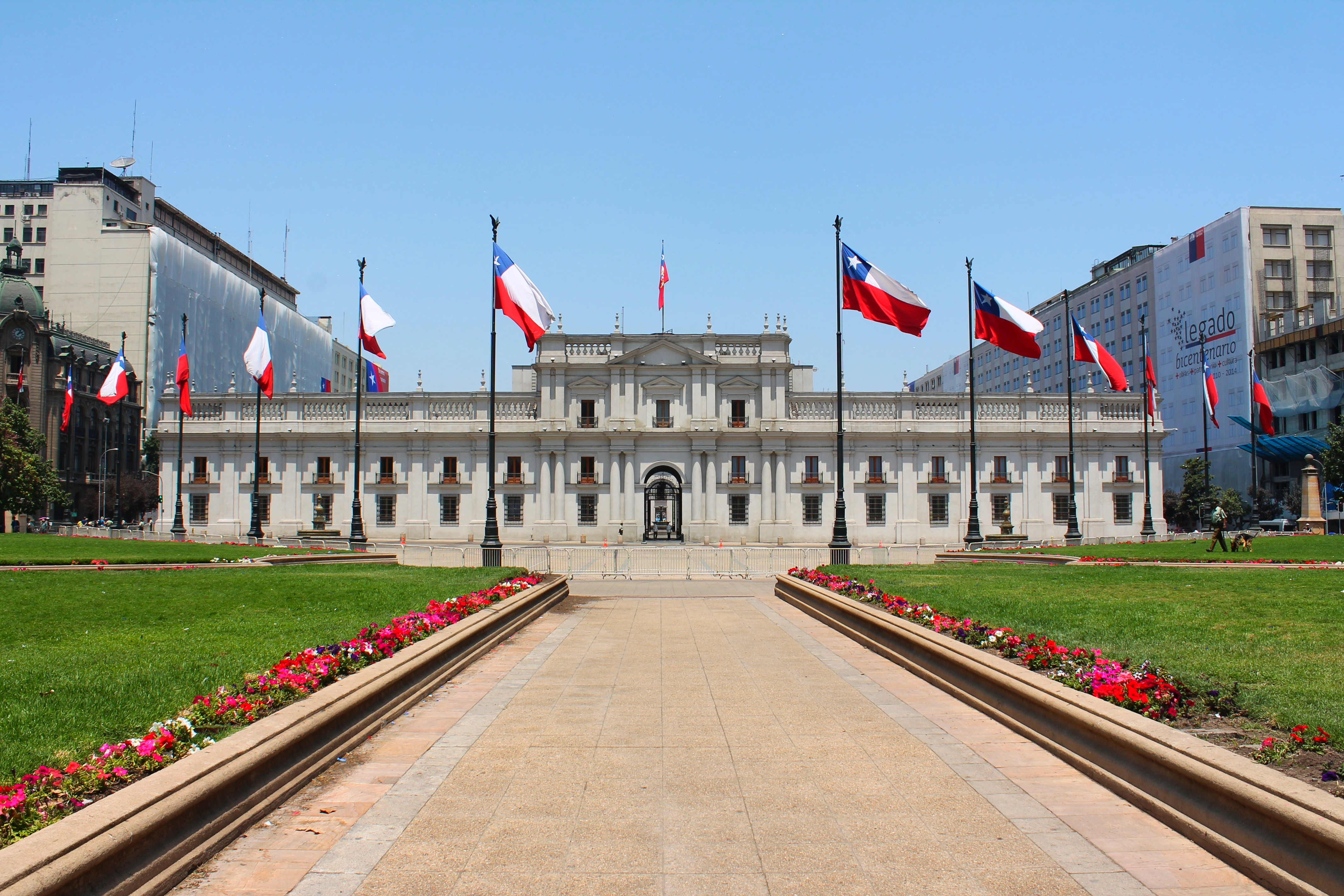
El Palacio de La Moneda, sede de gobierno. La propuesta constitucional mantiene el carácter presidencialista que ha tenido históricamente la República de Chile.

El capítulo VIII (artículos 279 a 306) establece la forma de gobierno, de carácter presidencialista y bajo la jefatura del estado y gobierno por parte de un Presidente o una Presidenta de la República, el cual será electo popularmente por votación directa. En caso de no alcanzar la mayoría de los votos en primera vuelta, se realizará una segunda vuelta entre las dos candidaturas más altas.
Establece, asimismo, los requisitos de edad y avecindamiento del cargo, los mecanismos de sucesión del cargo, su duración —establecida en 4 años con reelección inmediata una única vez—, sus impedimentos y sus atribuciones.
También presenta las bases aplicables a los ministros de Estado, el principio del monopolio del uso de la fuerza por parte del presidente (limitado conforme a esta Constitución, las leyes y con respeto a los derechos humanos), su rol como conductor de la seguridad pública (esto delegado a un ministerio) y las bases de las policías y las fuerzas armadas como instituciones profesionales, jerarquizadas, disciplinadas, obedientes y no deliberantes, fundadas en el respeto a los derechos humanos y desde la perspectiva de género en el desempeño de sus funciones.
También establece 3 estados de excepción constitucional: el estado de asamblea (previa aprobación de ambas cámaras), el estado de sitio y el estado de catástrofe, además de una Comisión de Fiscalización dependiente del Congreso de Diputadas y Diputados, de composición paritaria y plurinacional, integrada por diputadas y diputados, por representantes regionales y por representantes de la Defensoría del Pueblo, para la fiscalización de las medidas adoptadas bajo el estado de excepción.

### Sistemas de justicia
El capítulo IX (artículos 307 a 349) establece las bases de los diversos órganos de justicia en Chile, entendida como una función pública que se ejerce en nombre de los pueblos y que consiste en conocer y juzgar, por medio de un debido proceso, los conflictos de relevancia jurídica y hacer ejecutar lo resuelto, conforme a la Constitución y las leyes, así como a los tratados e instrumentos internacionales sobre derechos humanos de los que Chile es parte.
Se ejerce exclusivamente por los tribunales de justicia y las autoridades de los pueblos y naciones indígenas reconocidos por la Constitución o las leyes dictadas conforme a ella.
Está constituido por los sistemas jurídicos de los pueblos y naciones indígenas, el Sistema Nacional de Justicia (que lo integra la justicia vecinal, los tribunales de instancia —civiles, penales, de familia, laborales, de competencia común o mixtos, administrativos, ambientales, vecinales, de ejecución de pena—, las cortes de apelaciones y la Corte Suprema).
Crea un Consejo de la Justicia como órgano autónomo, técnico, paritario y plurinacional, con personalidad jurídica y patrimonio propio, cuya finalidad es fortalecer la independencia judicial. Está encargado de los nombramientos, gobierno, gestión, formación y disciplina en el Sistema Nacional de Justicia.
Tienen como principios la función jurisdiccional: el enfoque interseccional, los principios de paridad y perspectiva de género, los derechos fundamentales de las personas condenadas o sujetas a medidas de seguridad, y el cumplimiento de las sanciones penales y de las medidas de seguridad sobre la base del respeto a los derechos humanos y con objetivo del cumplimiento de la pena y la integración e inserción en sociedad del sancionado.
Señala las bases del Tribunal Calificador de Elecciones como órgano conocerá del escrutinio general y de la calificación de las elecciones de las autoridades electas por votación popular a nivel nacional y de los tribunales electorales regionales que están encargados de conocer el escrutinio general y la calificación de las elecciones de nivel regional, comunal y de organismos de la sociedad civil y demás organizaciones reconocidas por esta Constitución o por la ley.

### Órganos autónomos constitucionales
El capítulo X denominado órganos autónomos constitucionales (artículos 350 a 382) regula la conformación de 6 órganos de rango autónomos constitucionales con personalidad jurídica y patrimonio propio y bajo el principio de paridad de género en su conformación.
Dentro de los órganos mencionados se incluyen la Contraloría General de la República, el Banco Central, el Ministerio Público y la Defensoría Penal Pública. Además, crea la Agencia Nacional de Protección de Datos y establece la Corte Constitucional, en reemplazo del anterior Tribunal Constitucional.

### Reforma y reemplazo de la Constitución
El capítulo XI (artículos 383 a 388) establece la forma, los cuórum y modos de reformar o crear una nueva Constitución Política de la República.
Los proyectos de reforma de la Constitución pueden ser iniciados por mensaje del presidente de la República, por moción de cualquiera de los miembros del Congreso Nacional, por iniciativa popular (al conseguir el 10% de firmas del padrón electoral) o indígena. Un proyecto de reforma necesita ser aprobado con el voto conforme de las cuatro séptimas partes de ambas cámaras. En lo no previsto en este Capítulo, resultan aplicables a la tramitación de los proyectos de reforma constitucional las normas sobre formación de la ley, siempre respetando los cuórum señalados.
Si el proyecto de reforma modificará el régimen político y el período presidencial; el diseño del Congreso de Diputadas y Diputados o de la Cámara de las Regiones y la duración de sus integrantes; la forma de Estado Regional; los principios y los derechos fundamentales; y el capítulo de reforma y reemplazo 
de la Constitución, deberá ser sometido a plebiscito si no alcanza los dos tercios de votos de ambas cámaras.
El reemplazo total de la Constitución se hará vía plebiscito que establezca una asamblea constituyente, la cual puede ser convocada: por iniciativa popular al conseguir el 25 % de firmas del padrón electoral, por el presidente de la República el(y ratificado por tres quintos de ambas cámaras) o por ambas cámaras en sesión conjunta por dos tercios.
La asamblea constituyente tendrá como fin único la redacción de una propuesta de constitución, será integrada de forma paritaria y con independientes y escaños reservados para indígenas, con una duración no menos a 18 meses, y la ratificación del texto propuesto ocurrirá por plebiscito.

### Disposiciones transitorias
Existen 57 disposiciones transitorias mediante las cuales se determinan las normas para regir la instalación o transición de las instituciones que aparecen mencionadas en la propuesta de nueva Constitución Política. En su segunda disposición transitoria, la propuesta señala que toda la normativa vigente previa a la entrada en vigor de la nueva Constitución, “seguirá en vigor mientras no sea derogada, modificada o sustituida, o bien, mientras no sea declarada contraria a la Constitución por la Corte Constitucional”.
Dentro de las disposiciones transitorias, se establece la continuidad de la Cámara de Diputadas y Diputados y el Senado de la República con su composición actual hasta el año 2026, fecha en que entrarían en vigor las nuevas cámaras del Poder Legislativo. De igual forma, la reelección presidencial no aplicaría para el presidente en ejercicio al momento de aprobación de la Constitución, por lo que Gabriel Boric finalizaría su mandato también en 2026 sin posibilidad de un nuevo período consecutivo. Además, se incluyen una serie de disposiciones que instan al Presidente de la República, al Poder Legislativo y a los diferentes jefes de servicios públicos a dictar las normas y realizar modificaciones que permitan implementar lo establecido por la propuesta de Constitución Política.
En cuanto a la división político-administrativa del país, se establece que las regiones y comunas vigentes serán convertidas en regiones autónomas y comunas autónomas, con sus nuevas competencias. Además, se establecen los plazos para la publicación de los estatutos de autonomía de Rapa Nui y de gobierno del territorio especial de Juan Fernández. Por otro lado, se señala que se deberá convocar a plebiscitos vinculantes para la creación de dos nuevas regiones autónomas: la «Región Autónoma de Aconcagua» en las actuales provincias de Petorca, San Felipe y Los Andes (en la región de Valparaíso) y la «Región Autónoma de Chiloé» en la provincia de Chiloé (actual región de Los Lagos).

## Temas relevantes

### Equidad de género y diversidad sexual

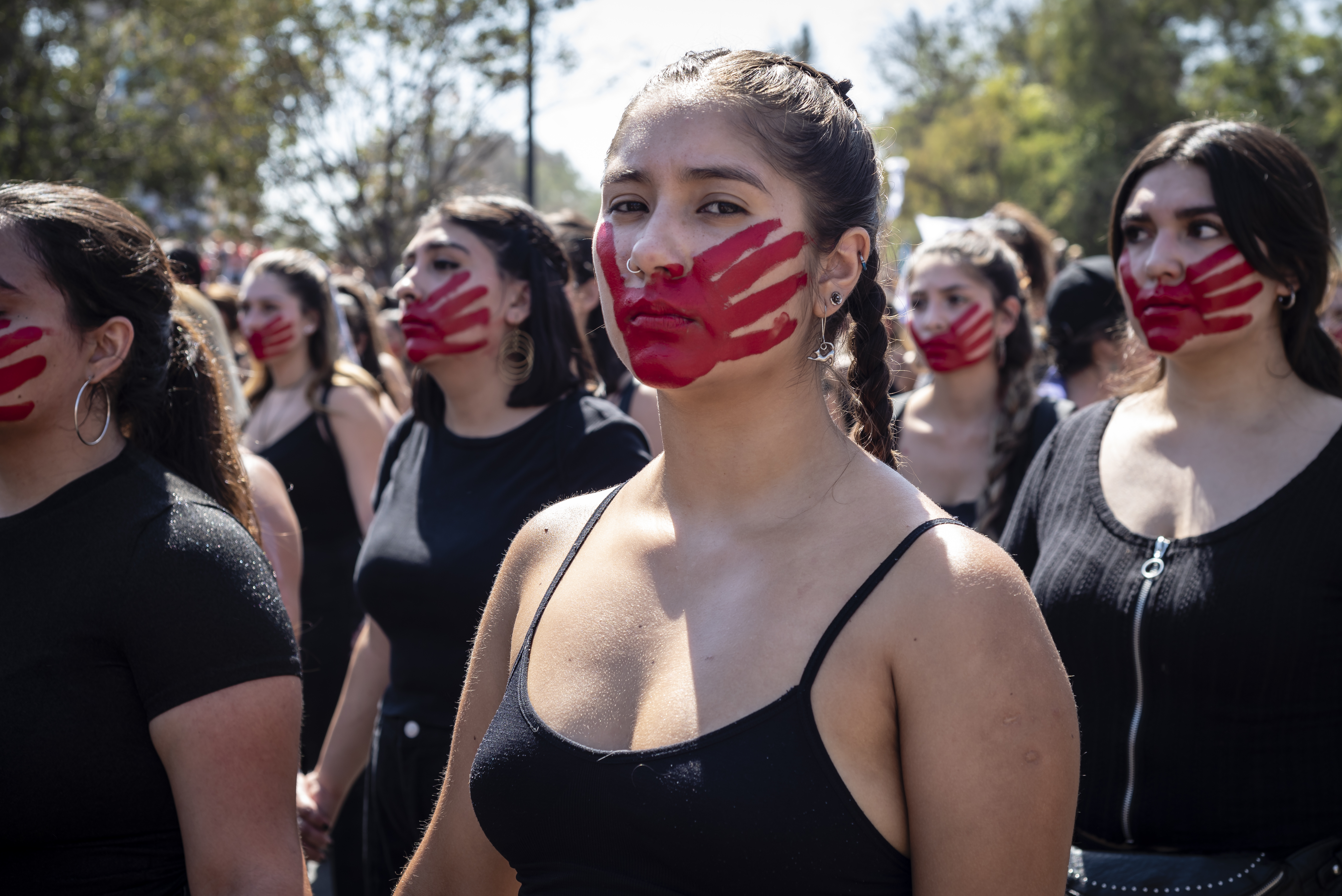
Algunos temas reclamados por movimientos feministas durante el estallido social fueron incorporados en la propuesta constitucional.

La propuesta de Constitución Política ha sido considerada como vanguardista respecto a la forma en que la equidad de género y las diversidades y disidencias sexuales y de género son plasmadas a lo largo del documento completo, recogiendo así parte de las demandas de los movimientos feministas que se manifestaron con fuerza durante el estallido social. La conformación paritaria de la Convención –formada por 77 mujeres y 78 hombres– (de los cuales 8 de ellos eran abiertamente integrantes de la comunidad LGBT), un hecho único en el mundo, es considerado como uno de los factores claves para que los temas referentes a la equidad de género alcanzaran mayor protagonismo e incluso se ha planteado el trabajo de la Convención Constitucional como ejemplo de cómo la composición de los órganos políticos cambia sus resultados.

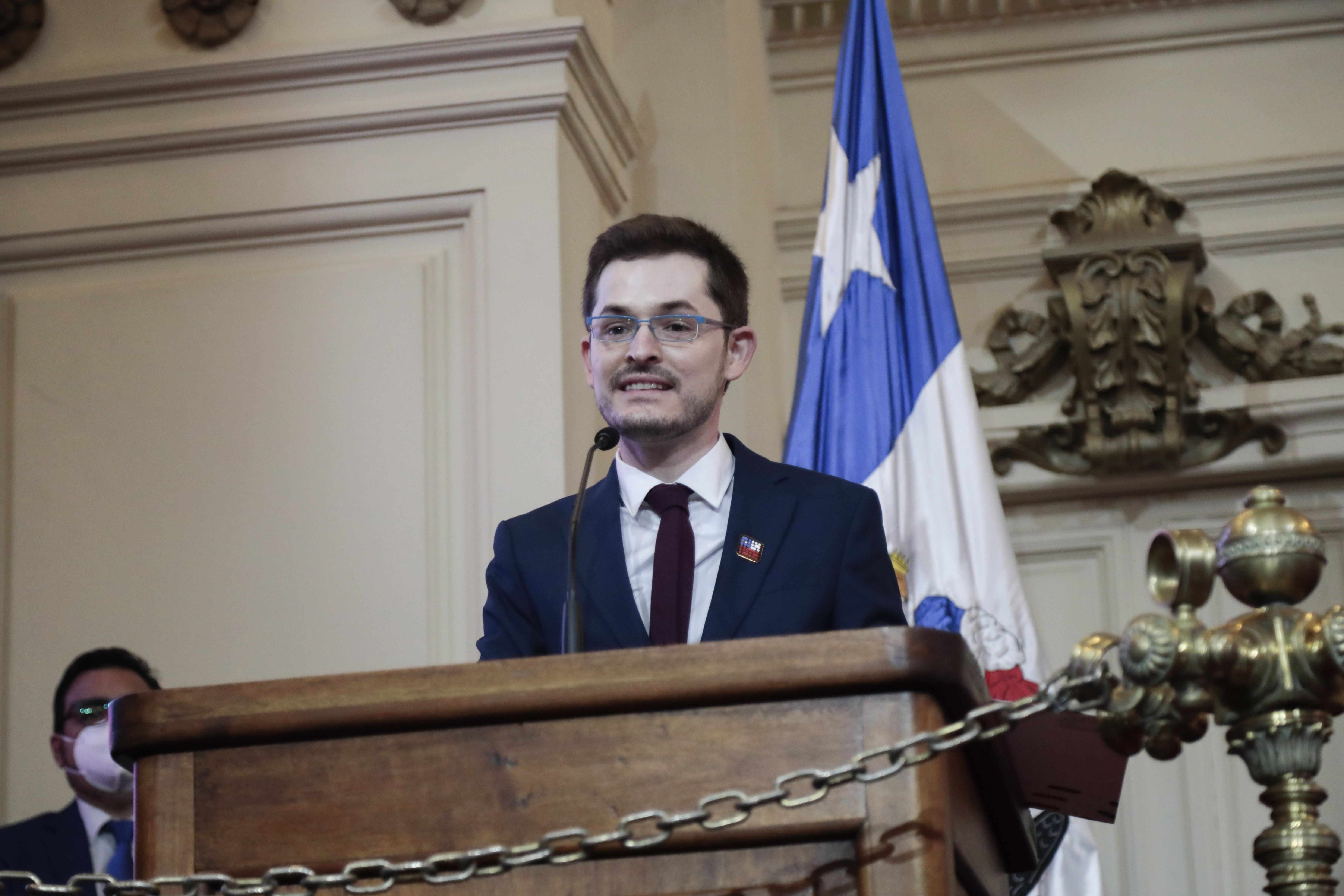
Gaspar Domínguez, vicepresidente de la Convención Constitucional. Siendo abiertamente gay, señaló que "en el caso de que esta Constitución se apruebe, Chile pasaría en términos jurídicos a la vanguardia mundial en materia de derechos LGBT+".

Siendo la paridad de género y el reconocimiento de las diversidades y disidencias sexuales y de género un principio rector del texto, se replicó en varias otras disposiciones a lo largo de la Constitución. Así, la propuesta estableció que en todos los órganos colegiados del Estado la mitad de sus miembros sean mujeres, promueve la paridad en el caso de elecciones unipersonales y las listas electorales deberán ir encabezadas por mujeres. Además, garantiza el mismo trato y condiciones para mujeres, niñas y diversidades y disidencias sexuales y de género. Pese a ser uno de los elementos más innovadores a nivel constitucional, el criterio de paridad no ha generado el nivel de críticas que otros aspectos de la propuesta generaron, en parte debido a que previamente ya había sido aplicada en la propia Convención. Algunos constitucionalistas a nivel internacional plantean que dichas iniciativas podrían convertirse en referentes para otras constituciones a futuro.
En otros ámbitos, la propuesta de Constitución Política establece el derecho a una vida libre de violencia de género, establece que los tribunales deberán tomar en consideración el enfoque de género al momento de fallar sus causas (señalando que la justicia debe “adoptar todas las medidas para prevenir, sancionar y erradicar la violencia contra mujeres, disidencias y diversidades sexogenéricas, en todas sus manifestaciones y ámbitos”  y establece los derechos sexuales y reproductivos, incluyendo la interrupción del embarazo (sin distinción de género, reconociendo a las personas transgénero) en los términos que, a futuro, determine la ley. Es también innovadora al reconocer el trabajo doméstico y las labores de cuidado, históricamente realizadas por mujeres de manera no remunerada, y asegura su inclusión dentro del sistema de seguridad social.
La propuesta, reconoce todas las formas de familia, también señala el derecho a la igualdad y no discriminación; ella “asegura el derecho a la protección contra toda forma de discriminación”  en diversas causas, entre las cuales menciona a la “orientación sexual o afectiva, identidad y expresión de género”, asegurando su participación en condiciones de igualdad sustantiva. También establece el derecho al pleno reconocimiento de su identidad, incluyendo características asociadas al sexo, género y orientaciones afectivas. Además, se posiciona la violencia estructural hacia la comunidad LGBTQ+ en lugares específicos y de ser aprobada, sería la primera Constitución en el mundo en donde se reconoce de forma explícita a dicha población, garantizando la protección hacia las disidencias sexo genéricas como ningún país en el mundo.

### Fomento al conocimiento

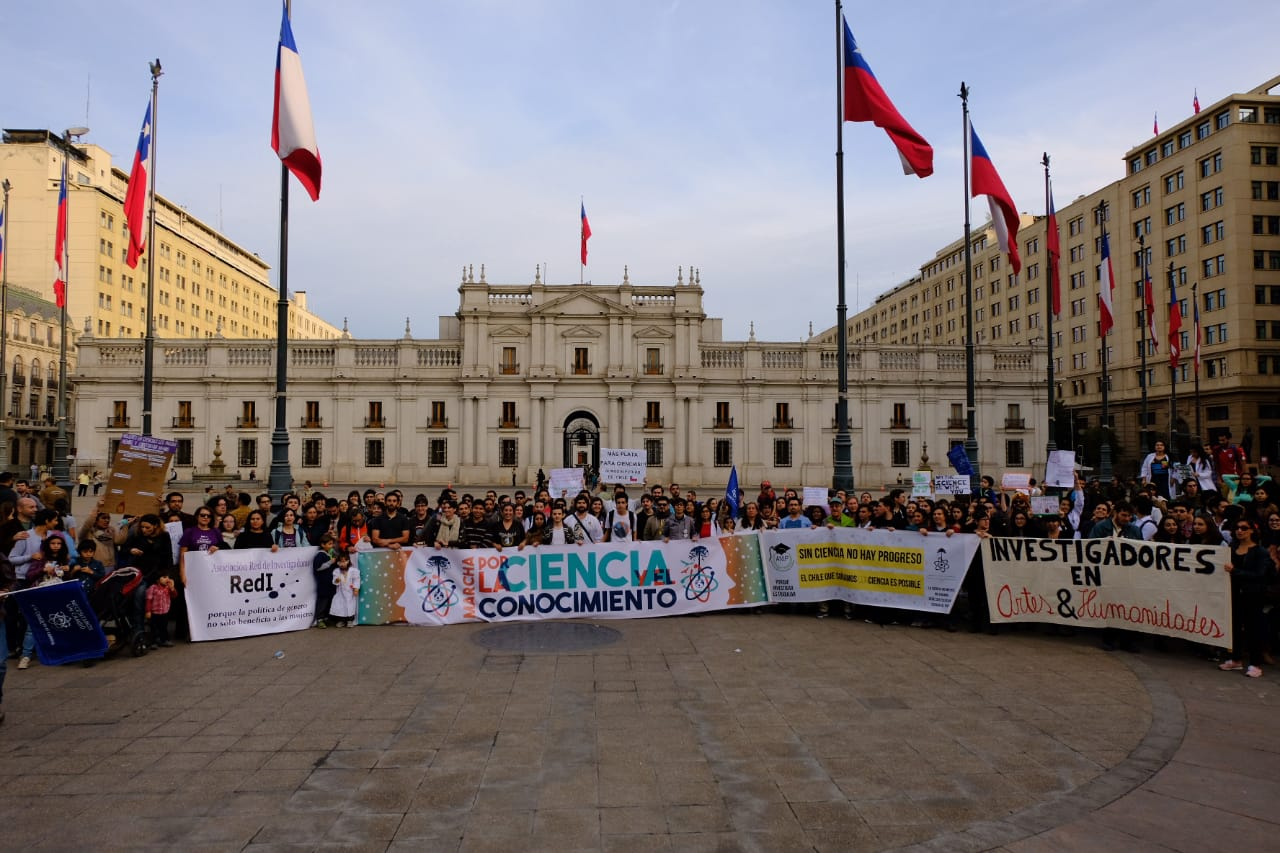
Marcha por la Ciencia en Chile (2019).

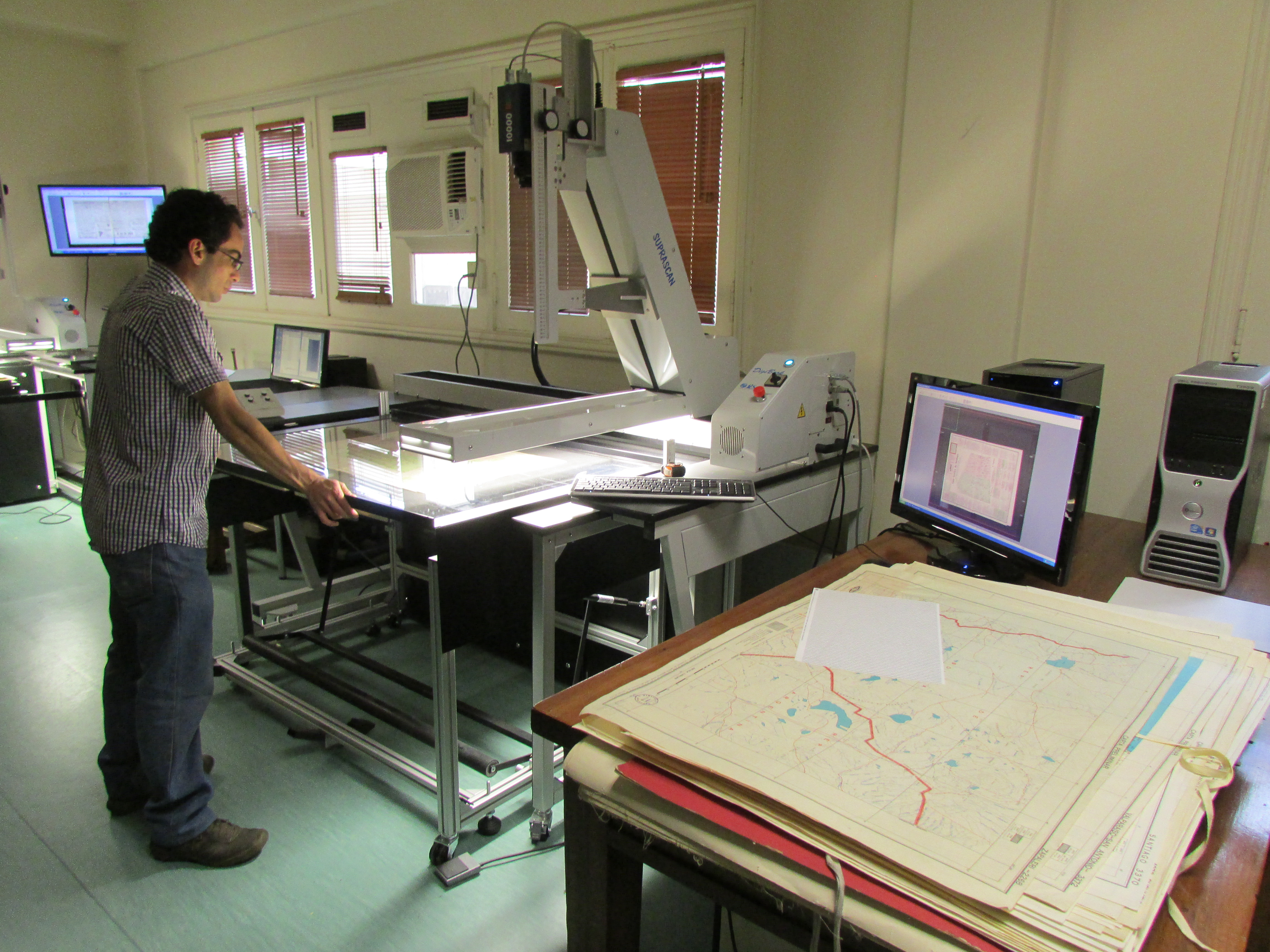
Laboratorio de Digitalización de la Biblioteca Nacional de Chile (2015).

La discusión de la ciencia y tecnología como una parte crucial del desarrollo nacional adquirió fuerza durante las últimas tres décadas, pero siguen persistiendo problemáticas como la falta de la valorización de la investigación, la falta de apoyo económico público que se ha visto reducido durante la década de 2010 al ser comparado con el presupuesto público total, el déficit de la difusión del conocimiento creado hacia la población general, además de la precariedad laboral que existe en esta área. La investigación en Chile ha sido caracterizada por especialistas como un espacio relegado por las instituciones a posiciones sin poder y valorada como una herramienta cortoplacista.
Con la creación de la Ccomisión temática de sistemas de conocimiento, ciencia y tecnología, cultura, artes y patrimonio dedicada a las temáticas relacionadas con el conocimiento, se introdujo a la discusión de la propuesta de nueva constitución la importancia de la investigación como un derecho que ha de ser integrado en la administración del Estado.
Los resultados se encuentran integrados de manera profunda en el texto, expresados como derechos fundamentales y garantías, como es el derecho a la educación a lo largo de la vida de la persona, en particular la educación superior que tiene “la misión de enseñar, producir y socializar el conocimiento” así como de garantizar la libertad de cátedra e investigación; además de que la investigación deberá ser estimulada por el Estado, contando con una perspectiva de desarrollo y beneficio social. Sin embargo, esto último está regulado por principios bioéticos y una institución estatal especializada. La libertad de investigación tiene como garantía el poder transferir los conocimientos logrados y el goce de los beneficios. El Estado deberá promover la creación de centros de investigación públicos y privados.
Otro derecho fundamental es el derecho al “acceso universal a la conectividad digital y a las tecnologías de información […]”, y a la educación digital con el fin de garantizar la disponibilidad de acceso de los ciudadanos al conocimiento disponible en estos sistemas tecnológicos. Sobre el conocimiento involucrado en la administración de la naturaleza y medio ambiente, se debe promover la educación ambiental y científica de este, el monitoreo y mantención de información actualizada sobre el medio ambiente nacional, la colaboración internacional para la investigación del espacio, la incorporación de la innovación en actividades mineras, y en todas las labores técnicas de investigación no explicitadas para la protección y conservación del medio ambiente y los recursos naturales.
En cuanto al buen gobierno y la función pública del Estado, se garantiza el uso de “los avances de las ciencias, la tecnología, los conocimientos y la innovación para promover la optimización y mejora continua en la provisión de los bienes y servicios públicos, y destinará los recursos necesarios para esos fines”. A nivel descentralizado, las Regiones Autónomas tienen las competencias para el desarrollo de la investigación, la tecnología y las ciencias, de manera que la administración regional considere pertinente; mientras que en el territorio especial antártico, este incluye parte de las disposiciones convenidas en el Tratado Antártico de 1961, donde Chile deberá generar políticas de protección de la Antártica, orientada en parte a la investigación científica.
La propuesta ha sido reconocida a nivel nacional e internacional por consagrar en la carta magna los derechos al conocimiento científico y social-humanístico. Instituciones internacionales como la UNESCO y la revista científica Nature han destacado los esfuerzos de integración de la investigación y la ciencia en pos del desarrollo del país dentro de la propuesta de constitución.
Entre las críticas a la propuesta de Constitución sobre el manejo de la ciencia se encuentra el tiempo que tomará para que entren en vigor las nuevas instituciones y políticas relacionadas al conocimiento e innovación, además del aumento del gasto fiscal para cubrir los derechos a la conectividad digital, la educación, la garantía de la investigación y desarrollo y el nuevo presupuesto para las nuevas regiones y zonas autónomas.

### Sistema político
En Chile la tradición presidencialista es de larga data, sin embargo, tras el estallido social y la posterior crisis política surgieron voces clamando por una reforma o cambio al sistema de gobierno. La mayoría de los convencionales estaban a favor de transitar hacia un sistema político de corte semipresidencial, con un Primer Ministro como jefe de Gobierno. Finalmente los convencionales aprobaron mantener el sistema presidencialista.[cita requerida]
El régimen de gobierno propuesto en la propuesta de Constitución, pese a ser calificado como "presidencialista atenuado", no dista mucho del sistema impuesto en la Constitución de 1980. De hecho, en algunos casos, las facultades del jefe de Estado aumentan. Por ejemplo, el mandatario podría designar y remover a los miembros del alto mando de las policías. En la Constitución de 1980, el jefe de Estado solamente puede designar o remover al director general de Carabineros. Asimismo, con esta propuesta, podría ser reelecto de forma inmediata, algo que no está permitido en Carta Magna vigente.
Pese a que inicialmente se propuso un congreso unicameral, finalmente se optó por un sistema bicameral asimétrico compuesto por el Congreso de Diputados y Diputadas y la Cámara de las Regiones en reemplazo del Senado, siendo esta más débil que la cámara baja.

### Reconocimiento de "naciones indígenas"
En el artículo 5 se identifican distintos pueblos y naciones indígenas preexistentes, es decir, anteriores al Estado chileno. Se reconocen como tal los siguientes: los mapuches, Aymara, Rapanui, Lickanantay, Quechua, Colla, Diaguita, Chango, Kawésqar, Yagán, Selk'nam. Además, se establece "respetar, promover, proteger y garantizar el ejercicio de la libre determinación".   

### Reconocimiento de los pueblos indígenas

Preámbulo de la propuesta de Constitución en español, mapudungun, aymara y rapanui.

### Artículos
Las referencias dirigen directamente a los artículos respectivos en la versión de la Propuesta de Constitución Política de la República de Chile de 2022 disponible en Wikisource en español.
1. ↑  Artículo 1.
2. ↑  Preámbulo.
3. ↑  Artículos 3.
4. ↑  Artículo 6.
5. ↑  Artículos 1 al 3.
6. ↑  Artículo 1.
7. ↑  Artículo 13.
8. ↑  Artículo 14.
9. ↑  Artículo 15.
10. ↑  Artículo 16.
11. ↑  Artículos 17 al 20.
12. ↑  Artículo 21.
13. ↑  Artículo 21.
14. ↑  Artículos 22 y 23.
15. ↑  Artículo 24.
16. ↑  Artículo 25.
17. ↑  Artículo 25.
18. ↑  Artículo 26.
19. ↑  Artículo 26.
20. ↑  Artículo 27.
21. ↑  Artículo 28.
22. ↑  Artículo 29.
23. ↑  Artículo 31.
24. ↑  Artículos 30 al 32.
25. ↑  Artículo 33.
26. ↑  Artículos 35 al 40.
27. ↑  Artículo 39.
28. ↑  Artículo 41.
29. ↑  Artículo 44.
30. ↑  Artículo 45.
31. ↑  Artículo 46 al 48.
32. ↑  Artículo 49.
33. ↑  Artículo 50.
34. ↑  Artículo 51.
35. ↑  Artículo 52.
36. ↑  Artículo 54.
37. ↑  Artículos 57 al 58.
38. ↑  Artículo 59.
39. ↑  Artículo 60.
40. ↑  Artículo 61.
41. ↑  Artículo 67.
42. ↑  Artículo 66.
43. ↑  Artículo 67.
44. ↑  Artículo 68.
45. ↑  Artículo 69.
46. ↑  Artículo 70.
47. ↑  Artículo 71.
48. ↑  Artículos 72 al 73.
49. ↑  Artículos 74 al 75.
50. ↑  Artículos 76 al 77.
51. ↑  Artículo 78.
52. ↑  Artículo 79.
53. ↑  Artículo 80.
54. ↑  Artículo 81.
55. ↑  Artículo 82.
56. ↑  Artículos 83 al 85.
57. ↑  Artículos 86 al 90.
58. ↑  Artículo 87.
59. ↑  Artículo 91.
60. ↑  Artículo 92.
61. ↑  Artículo 94.
62. ↑  Artículo 95.
63. ↑  Artículos 96 al 99.
64. ↑  Artículo 101.
65. ↑  Artículo 103.
66. ↑  Artículo 104.
67. ↑  Artículo 105.
68. ↑  Artículo 107.
69. ↑  Artículos 108 al 113.
70. ↑  Artículos 114 al 118.
71. ↑  Artículos 119 al 122.
72. ↑  Artículos 123 al 125.
73. ↑  Artículo 126.
74. ↑  Artículos 127 al 130.
75. ↑  Artículo 131.
76. ↑  Artículos 134 al 139.
77. ↑  Artículos 140 al 150.
78. ↑  Artículos 151 al 159.
79. ↑  Artículos 157 y 158.
80. ↑  Artículos 160 al 162.
81. ↑  Artículos 163 al 164.
82. ↑  Artículos 165 al 168.
83. ↑  Artículos 169 al 178.
84. ↑  Artículos 179 y 180.
85. ↑  Artículo 181.
86. ↑  Artículos 181 al 186.
87. ↑  Artículo 187.
88. ↑  Artículos 187 al 200.
89. ↑  Artículos 201 al 217.
90. ↑  Artículos 219 al 233.
91. ↑  Artículos 234 y 235.
92. ↑  Artículos 241 al 243.
93. ↑  Artículos 236 al 240.
94. ↑  Artículo 251.
95. ↑  Artículos 252 al 278.
96. ↑  Artículo 279.
97. ↑  Artículo 281.
98. ↑  Artículo 280.
99. ↑  Artículos 283 al 285.
100. ↑  Artículo 284.
101. ↑  Artículos 287 al 289.
102. ↑  Artículo 290 al 294.
103. ↑  Artículo 295.
104. ↑  Artículo 296.
105. ↑  Artículo 297 al 299.
106. ↑  Artículos 300 al 306.
107. ↑  Artículo 307.
108. ↑  Artículo 307.
109. ↑  Artículo 309.
110. ↑  Artículos 317 al 338.
111. ↑  Artículos 342 al 349.
112. ↑  Artículos 310 al 326.
113. ↑  Artículos 339 al 341.
114. ↑  Artículo 350.
115. ↑  Artículos 351 al 356.
116. ↑  Artículos 357 al 364.
117. ↑  Artículos 365 al 372.
118. ↑  Artículos 373 al 375.
119. ↑  Artículo 376.
120. ↑  Artículos 377 al 382.
121. ↑  Artículo 385.
122. ↑  Artículo 383.
123. ↑  Artículo 384.
124. ↑  Artículo 386.
125. ↑  Artículo 387.
126. ↑  Artículo 388.
127. ↑  Segunda disposición transitoria.
128. ↑  Octava disposición transitoria.
129. ↑  Quinta disposición transitoria, inciso segundo.
130. ↑  Decimosexta disposición transitoria.
131. ↑  Decimoctava disposición transitoria.
132. ↑  Decimonovena disposición transitoria.
133. ↑  Vigésima disposición transitoria.
134. ↑  Artículo 6.
135. ↑  Artículo 161.
136. ↑  Artículo 25, inciso 3.
137. ↑  Artículo 27.
138. ↑  Artículo 312)
139. ↑  Artículo 61.
140. ↑  Artículo 45.
141. ↑  Artículo 10.
142. ↑  Artículo 25.
143. ↑  Artículo 6.
144. ↑  Artículo 40.
145. ↑  Artículo 89.
146. ↑  Artículo 35.
147. ↑  Artículo 37.
148. 1 2  Artículo 97.
149. ↑  Artículos 98 y 99.
150. ↑  Artículo 96.
151. ↑  Artículo 86.
152. ↑  Artículo 90.
153. ↑  Artículo 127.
154. ↑  Artículo 132.
155. ↑  Artículo 135.
156. ↑  Artículo 147.
157. ↑  Artículo 178.
158. ↑  Artículo 220.
159. ↑  Artículo 240.

### Contenido
1. 1 2  «Convención Constitucional despacha primer borrador de la nueva Constitución». T13. 14 de mayo de 2022. Consultado el 14 de mayo de 2022.
2. 1 2  González, Alberto (4 de julio de 2022). «Finaliza ceremonia: Entregan propuesta de nueva Constitución y se disuelve la Convención». Biobiochile.cl. Consultado el 4 de julio de 2022.
3. 1 2 3  «Plebiscito: Chile rechaza propuesta de nueva Constitución con histórica participación de más de 12 millones de personas». La Tercera. 4 de septiembre de 2022. Consultado el 4 de septiembre de 2022.
4. 1 2  «Chile aprueba por abrumadora mayoría cambiar la Constitución de Pinochet: ¿qué pasa ahora y por qué es un hito mundial?». BBC Mundo. 26 de octubre de 2020. Consultado el 27 de octubre de 2020.
5. 1 2  «El Gobierno de Piñera se niega a cambiar la Constitución de Pinochet». elEconomista.es. 16 de marzo de 2018. Consultado el 29 de diciembre de 2019.
6. 1 2  Montes, Rocío (11 de marzo de 2018). «“La izquierda piensa que es la única con legitimidad para gobernar Chile”». El País. ISSN 1134-6582. Consultado el 29 de diciembre de 2019.
7. ↑  Carlos Andrade Geywitz (1991). «Reforma de la Constitución Política de la República de Chile de 1980». Memoria Chilena. Consultado el 20 de junio de 2013.
8. ↑  «Debate de Primarias de la Concertacion». 1999. Consultado el 20 de febrero de 2020.
9. ↑  «Nota Programa Frei». TVN. 15 de septiembre de 2009. Consultado el 20 de octubre de 2020.
10. ↑  «Cabildos abiertos buscan crear una nueva constitución». La Cuarta. 26 de octubre de 2019. Consultado el 29 de diciembre de 2019.
11. ↑  «Jornadas de cabildos en Viña del Mar resuelven trabajar en nueva Constitución de forma colectiva». BioBioChile. 29 de octubre de 2019. Consultado el 29 de diciembre de 2019.
12. ↑  «Organizaciones sociales apuestan por Asamblea Constituyente». 24Horas.cl. 25 de octubre de 2019. Consultado el 1 de noviembre de 2019.
13. ↑  «18 millones de “vándalos” exigen Asamblea Constituyente». Diario y Radio U Chile. 25 de octubre de 2019. Consultado el 1 de noviembre de 2019.
14. ↑  «Líderes sociales exigen Asamblea Constituyente y seis medidas anti abusos de corto plazo». Biobiochile.cl. 21 de octubre de 2019. Consultado el 30 de octubre de 2019.
15. ↑  «Chile en crisis: la reforma de la Constitución en la mira». Deutsche Welle. 29 de octubre de 2019. Consultado el 29 de diciembre de 2019.
16. ↑  «Presidente Piñera por posible nueva Constitución: Vamos a escuchar a los chilenos. No lo descarto». BioBioChile. 30 de octubre de 2019. Consultado el 29 de diciembre de 2019.
17. ↑  «Parlamentarios no llegan a acuerdo sobre el mecanismo para llegar a nueva Constitución». 24Horas.cl. 13 de noviembre de 2019. Consultado el 14 de noviembre de 2019.
18. ↑  «El quórum de 2/3 sería la piedra de tope: Negociación por nueva Constitución ad portas de inminente acuerdo». El Desconcierto. 15 de diciembre de 2019. Consultado el 29 de diciembre de 2019.
19. ↑  «Acuerdo por una nueva Constitución: Hoja en blanco, quórum de 2/3 y plebiscito de entrada en abril 2020». CNN Chile. 15 de noviembre de 2019. Consultado el 29 de diciembre de 2019.
20. ↑  «Ena Von Baer (UDI) y Miguel Crispi (RD): Los redactores del documento histórico que quedó en la oficina de Quintana». La Tercera. 15 de noviembre de 2019. Archivado desde el original el 15 de noviembre de 2019. Consultado el 15 de noviembre de 2019.
21. ↑  «Comisión Técnica termina reforma para iniciar proceso constituyente». Diario y Radio U Chile. 6 de diciembre de 2019. Consultado el 29 de diciembre de 2019.
22. ↑  Carlo, I.; Cáceres, F. (19 de diciembre de 2019). «Senado despacha a ley reforma que habilita plebiscito de abril y proceso constituyente». La Tercera. Consultado el 30 de diciembre de 2019.
23. ↑  «Los chilenos aprobaron por amplia mayoría la redacción de una nueva constitución». Infobae. 25 de octubre de 2020. Consultado el 27 de octubre de 2020.
24. ↑  Molina, Paula (28 de octubre de 2020). «Plebiscito en Chile: los temas clave que tendrá que debatir la histórica Convención que redactará la nueva Constitución». BBC. Consultado el 12 de abril de 2022.
25. ↑  «¿Puede cambiarlo todo? Las reglas y límites del órgano que hará la eventual nueva Constitución». T13. 24 de octubre de 2020. Consultado el 25 de octubre de 2020.
26. ↑  «Chile aprueba por abrumadora mayoría cambiar la Constitución de Pinochet: ¿qué pasa ahora y por qué es un hito mundial?». BBC Mundo. 26 de octubre de 2020. Consultado el 26 de octubre de 2020.
27. ↑  Ministerio del Interior y Seguridad Pública (28 de noviembre de 2020). «Decreto exento número 1.886, de 2020.- Convoca a elección de los miembros de la Convención Constitucional». Diario Oficial de la República de Chile. Consultado el 30 de noviembre de 2020.
28. ↑  «Chile aprueba por abrumadora mayoría cambiar la Constitución de Pinochet: ¿qué pasa ahora y por qué es un hito mundial?». BBC News Mundo. Consultado el 9 de julio de 2021.
29. ↑  Pablo Cádiz y Sebastián Rojas Yeza (17 de mayo de 2021). «Principalmente abogados y con 44 años de edad promedio: la Convención Constitucional en cifras». T13. Consultado el 7 de septiembre de 2021.
30. ↑  Senado de Chile (15 de noviembre de 2020). «Ya es una realidad: escaños reservados para pueblos originarios en la Convención Constituyente». Archivado desde el original el 12 de mayo de 2021. Consultado el 16 de diciembre de 2020.
31. 1 2 3  «Convención Constituyente tendrá ocho integrantes LGBTIQ+». Les Constituyentes. Mayo de 2021. Consultado el 28 de julio de 2021.
32. ↑  La Tercera (20 de junio de 2021). «Presidente Piñera convoca para el 4 de julio la primera sesión de la Convención Constitucional: Fecha coincidirá con los 210 años de la instalación del Primer Congreso Nacional». Consultado el 20 de junio de 2021.
33. ↑  Ministerio de Salud de Chile (2 de julio de 2021). «Resolución 603 exenta, dispone medidas sanitarias que indica por brote de COVID-19 en lo relativo a la primera sesión de instalación de la Convención Constitucional». LeyChile. Consultado el 8 de julio de 2021.
34. ↑  «Convención Constitucional ratificó su reglamento general: Incluye quórum de dos tercios». Cooperativa.cl. 14 de septiembre de 2021. Consultado el 14 de septiembre de 2021.
35. ↑  «Convención inicia el 18 de octubre el debate constituyente». Convención Constitucional. Archivado desde el original el 17 de octubre de 2021. Consultado el 16 de octubre de 2021.
36. ↑  Equipo Pauta (1 de julio de 2022). «Borrador de la nueva Constitución: descargue aquí». Pauta. Consultado el 3 de julio de 2022.
37. ↑  Lara, Emilio (4 de septiembre de 2022). «Chile rejects progressive, ecological Constitution drafted by left-leaning body with gender parity». BioBioChile (en inglés). Consultado el 5 de septiembre de 2022.
38. ↑  Martínez, Roberto (5 de septiembre de 2022). «Histórica participación en el plebiscito: más de 13 millones de votantes correspondientes al 85,7% del padrón electoral». La Tercera. Consultado el 24 de octubre de 2022.
39. ↑  Mostrador, El (7 de septiembre de 2022). «Los apabullantes datos y cifras que dejó el Plebiscito de salida». El Mostrador. Consultado el 24 de octubre de 2022.
40. ↑  «Las razones detrás del rechazo a la nueva constitución de Chile y lo que sigue». Consultado el 24 de noviembre de 2022.
41. ↑  «Chile rechazó la nueva Constitución: las cinco razones del por qué». Consultado el 24 de noviembre de 2022.
42. 1 2 3 4 5 6 7 8 9 10 11 12  Convención Constitucional (4 de julio de 2022). «Propuesta de Constitución Política de la República de Chile» (PDF). Archivado desde el original el 12 de agosto de 2022. Consultado el 6 de julio de 2022.
43. 1 2  Laborde, Antonia (4 de julio de 2022). «Chile presenta la primera Constitución paritaria y con perspectiva de género». El País Chile. Consultado el 13 de agosto de 2022.
44. ↑  Sepúlveda, Paulina (27 de octubre de 2020). «Chile a la vanguardia: el único país en el mundo en crear una Constitución con paridad de género». La Tercera. Consultado el 13 de agosto de 2022.
45. ↑  «‘A game-changing moment’: Chile constitution could set new gender equality standard». the Guardian (en inglés). 14 de mayo de 2021. Consultado el 13 de agosto de 2022.
46. ↑  #Constitucionalista (19 de mayo de 2022). «(2) La diferencia de una democracia paritaria». CIPER Chile. Consultado el 13 de agosto de 2022.
47. 1 2  «Es gay, médico rural y figura clave de la Convención chilena: “El desafío es demostrar que los sub-40 podemos liderar procesos”». Consultado el 15 de agosto de 2022.
48. ↑  Burns, Nick. «Chile’s Proposed Constitution: 7 Key Points». Americas Quarterly (en inglés estadounidense). Consultado el 13 de agosto de 2022.
49. ↑  «I·CONnect – The New Chilean Constitutional Project in Comparative Perspective» (en inglés estadounidense). Consultado el 13 de agosto de 2022.
50. ↑  Mega, Emiliano Rodríguez (11 de noviembre de 2019). «What the protests and violence in Chile mean for science». Nature (en inglés) 575 (7782): 265-266. doi:10.1038/d41586-019-03349-y. Consultado el 15 de agosto de 2022.
51. ↑  Zahler, Andrés; Balbontín, Rodrigo (17 de octubre de 2020). «Presupuesto de ciencia, tecnología e innovación: miopía sin tratamiento». CIPER Chile. Consultado el 15 de agosto de 2022.
52. ↑  Hidalgo, M. Cecilia; Huerta, Luis; Pereira, Eduardo; Sierralta, Jimena; Torres, Soledad; Maass, Alejandro (27 de junio de 2021). «Chile requiere más ciencia e inversión». El Mostrador. Consultado el 15 de agosto de 2022.
53. ↑  Hidalgo, María Cecilia (17 de octubre de 2017). «Situación de la Ciencia en Chile: El Necesario Aporte de las Universidades Estatales – Palabra Pública». Palabra Pública. Archivado desde el original el 27 de septiembre de 2022. Consultado el 15 de agosto de 2022.
54. ↑  Diario Uchile (25 de noviembre de 2020). «Jorge Babul: “El corazón de la nación son los investigadores y los tienen botados”». Diario Uchile. Consultado el 15 de agosto de 2022.
55. ↑  Murray, Marjorie; Risor, Helene (2 de noviembre de 2019). «Pensar con la gente: una ciencia social lenta, autónoma y comprometida con Chile». CIPER Chile. Consultado el 15 de agosto de 2022.
56. ↑  Bastías, Adriana; Riobó, Enrique; Báez, Ximena; Castillo, Leonardo (1 de septiembre de 2021). «Lo conseguido y lo que viene. A propósito de la Comisión de conocimiento, ciencia, tecnología, cultura, arte y patrimonio». Diario Uchile. Consultado el 15 de agosto de 2022.
57. ↑  Toro, Samuel (11 de septiembre de 2021). «La importancia de la comisión de Conocimiento, Ciencia, Tecnología, Cultura, Arte y Patrimonio». El Mostrador. Consultado el 15 de agosto de 2022.
58. ↑  Campillay, José (8 de agosto de 2022). «Cristina Dorador y la ciencia en el borrador de la nueva Constitución: 'Somos el primer país del mundo que considera los conocimientos'». ADN Radio. Consultado el 15 de agosto de 2022.
59. ↑  Rodríguez Mega, Emiliano (28 de julio de 2022). «Chile proposes new constitution steeped in science». Nature (en inglés). Consultado el 15 de agosto de 2022.
60. ↑  Astudillo, Pablo (11 de agosto de 2022). «¿Gana la ciencia con la propuesta de Nueva Constitución?». El Mostrador. Consultado el 15 de agosto de 2022.
61. ↑  Economía UC (28 de julio de 2022). «Estimaciones del Costo Fiscal Directo de la Propuesta de Nueva Constitución». economia.uc.cl. Consultado el 15 de agosto de 2022.
62. ↑  Montes, Rocío (21 de octubre de 2020). «Chile se distancia de Latinoamérica y enjuicia su modelo presidencialista de Gobierno». El País. Consultado el 10 de septiembre de 2022.
63. ↑  pauta. «Chile podría tener régimen semipresidencial en nueva Constitución». pauta. Consultado el 10 de septiembre de 2022.
64. 1 2  «El sistema de gobierno en el borrador de nueva Constitución: ¿oportunidad perdida?». https://www.plataformaconstitucionalcep.cl. Archivado desde el original el 10 de septiembre de 2022. Consultado el 10 de septiembre de 2022.